# Aeronautica Militare

Oznaka na samolotach Włoskich Sił Powietrznych

Aeronautica Militare – siły powietrzne, jeden z rodzajów sił zbrojnych Włoch.

## Historia
Początki powietrznych operacji włoskiej armii sięgają XIX wieku. W listopadzie 1884 roku utworzono Służbę Lotniczą (Servizio Aeronautico), na wyposażeniu której znalazły się balony. W styczniu 1885 roku, jednostka została przemianowana na Sekcję Balonów (Sezione Aerostatica). Pierwszy samolot pojawił się już w 1909 roku a w trakcie trwania wojny włosko-tureckiej w latach 1911–1912 w Libii, samoloty zostały po raz pierwszy przez Włochy użyte w działaniach bojowych. W październiku 1912 roku, własną, niezależną od armii jednostkę lotniczą utworzyła włoska marynarka. W maju 1913 roku jednostka została przekształcona w Sekcję Lotnictwa Marynarki Wojennej (Sezione Aeronautica della Marina). 18 czerwca 1913 roku utworzono Korpus Lotniczy (Corpo Aeronautico). Korpus był niezależną od armii jednostką, znajdującą się w strukturze Ministerstwa Wojny (Ministero della Guerra). 7 stycznia 1915 roku, na mocy królewskiego dekretu, Korpus został przemianowany na Korpus Lotnictwa Wojskowego (Corpo Aeronautico Militare), nadal niezależny od armii i podlegający bezpośrednio Ministerstwu Wojny. Stan taki trwał do 28 marca 1923, kiedy to kolejnym dekretem króla Wiktora Emanuela III, utworzone zostały samodzielne Królewskie Siły Powietrzne – Regia Aeronautica. Po wojnie w referendum zrealizowanym w wyniku proklamacji Włoskiej Republiki 18 czerwca 1946 r. Regia Aeronautica straciła swoją królewską nazwę i jej nazwa została zmieniona na Aeronautica Militare Italiana (AMI). W latach 30. lotnictwo włoskie było praktycznie w całości wyposażone w samoloty własnej konstrukcji.

## Wyposażenie
Włoskie Siły Powietrzne noszą obecnie nazwę Aeronautica Militare Italiana (AMI) stanowią 5 Aliancką Taktyczną Brygadę Powietrzną. W swoich szeregach Włosi mają niemieckie samoloty Panavia Tornado, wyposażone m.in. w pociski MBB Kormoran. Zakupione zostały w liczbie 100 sztuk w Wielkiej Brytanii, służą one głównie do zadań szturmowym. W 1991 roku podczas I wojny w Zatoce Perskiej samoloty Tornado uczestniczyły w ataku na Irak w ramach operacji Pustynna Burza. Siły AMI podlegają kwaterze głównej w Rzymie. Skrzydło lotnicze podlega także Narodowemu Dowództwu Obrony Powietrznej. Głównym wyposażeniem włoskich wojsk w latach 90. był samolot Lockheed F-104S, który został zastąpiony przez Eurofighter Typhoon. Od 1995 roku we włoskich siłach lotniczych służy włosko-brazylijski samolot szturmowy AMX-T. Zastąpił on wysłużone samoloty szturmowe Fiat G.91R i G.91Y oraz samoloty rozpoznawcze Lockheed RF-104G. Innymi samolotami służącymi w latach dziewięćdziesiątych były Breguet Atlantic służące do patrolowania morza. W 2012 wycofano ostatnie z wypożyczonych od USAF General Dynamics F-16 Fighting Falcon, wykorzystywanych przez 9 lat jako rozwiązane przejściowe do czasu osiągnięcia gotowości operacyjnej Eurofighterów. Przez najbliższe dekady trzon lotnictwa bojowego mają stanowić 96 Eurofighter Typhoon i 90 Lockheed Martin F-35 Lightning II.
General Atomics Aeronautical Systems dostarczył wszystkie zamówione bezzałogowe samoloty rozpoznawcze MALE RQ-1 Predator A. Modele zamówione na potrzeby Włoskich Sił Powietrznych zostały pozbawione przenoszenia uzbrojenia. Łącznie od 2004 roku wojsko włoskie otrzymało 9 sztuk RQ-1, 6 sztuk MQ-9 Reaper oraz w listopadzie 2015 roku złożono zamówienie na uzbrojenie dla MQ-9. W styczniu 2017 roku koncert Leonardo podpisał z włoskim Narodowym Dyrektoriatem Uzbrojenia (NAD) kontrakt na dostawę 5 przedseryjnych samolotów treningowych M-345 HET (High Efficiency Trainer), które mają zastąpić wiekowe MB-339.

### W służbie
| Zdjęcie                                                   | Samolot                           | Producent                                     | Typ                                | Wersja/oznaczenie                    | Liczba sztuk    | Uwagi |
| Samoloty bojowe                                           | Samoloty bojowe                   | Samoloty bojowe                               | Samoloty bojowe                    | Samoloty bojowe                      | Samoloty bojowe | Samoloty bojowe                                                                                             |
| --------------------------------------------------------- | --------------------------------- | --------------------------------------------- | ---------------------------------- | ------------------------------------ | --------------- | --- |
|                                                           | Lockheed Martin F-35 Lightning II | Stany Zjednoczone · Wielka Brytania · Włochy  | Myśliwiec wielozadaniowy           | F-35A F-35B                          | 17 3            | |
|                                                           | Eurofighter Typhoon               | Wielka Brytania · Niemcy · Włochy · Hiszpania | Myśliwiec wielozadaniowy           | F-2000ATF-2000A                      | 80 14           | W latach 2004–2020 dostarczono 96.                                                                          |
|                                                           | Panavia Tornado                   | Wielka Brytania · Niemcy · Włochy             | Myśliwiec szturmowySEADTreningowy  | IDS A-200A/CECR EA-200BIDS TA-200A/B | 50167           | |
|                                                           |                                   |                                               |                                    |                                      | 187             | |
| Wczesnego ostrzegania i patrolowe                         |                                   |                                               |                                    |                                      |                 | |
|                                                           | Alenia C-27J Spartan              | Włochy                                        | SIGINT                             | MC-27J Praetorian                    | 3               | |
|                                                           | ATR 72 MP                         | Francja · Włochy                              | Morski patrolowiec                 | P-72A                                | 4               | |
| Israel Air Force EL/W-2085 on display at Farnborough 2008 | Gulfstream G550                   | Izrael                                        | wczesne ostrzeganie                | EL/W-2085                            | 2               | Offset za M-346.                                                                                            |
|                                                           |                                   |                                               |                                    |                                      | 9               | |
| Samoloty transportowe i Powietrzne tankowce               |                                   |                                               |                                    |                                      |                 | |
|                                                           | Boeing KC-767                     | Stany Zjednoczone                             | Transportowy/Tankowiec             | KC-767A                              | 4               | |
|                                                           | Lockheed C-130 Hercules           | Stany Zjednoczone                             | TransportowyTransportowy/Tankowiec | C-130J-30 C-130JKC-130J              | 10 62           | W 2009 utracono 1 KC-130J.                                                                                  |
|                                                           | Alenia C-27J Spartan              | Włochy                                        | Transportowy                       | C-27J                                | 9               | |
|                                                           | Piaggio P.180 Avanti              | Włochy                                        | Lekki transportowiecSzkolne        | VC-180AVC-180BT-180A                 | 1124            | |
|                                                           | Airbus A319CJ                     | Niemcy                                        | Transport VIP                      | VC-319A                              | 2               | |
|                                                           | Airbus A340                       | Francja                                       | Transport VIP                      | A340-541                             | 1               | |
|                                                           | Dassault Falcon 900EX             | Francja                                       | Transport VIP                      | VC-900A Easy/VC-900B                 | 3 2             | |
|                                                           |                                   |                                               |                                    |                                      | 56              | |
| Samoloty szkolno-treningowe                               |                                   |                                               |                                    |                                      |                 | |
|                                                           | Aermacchi SF-260                  | Włochy                                        | szkolenie podstawowe               | T-260EA                              | 30              | |
|                                                           | Aermacchi M.B.339                 | Włochy                                        | szkolno-treningowy/akrobacyjny     | T-339AFT-339B/CAT-339A               | 342918          | |
|                                                           | Alenia Aermacchi M-345            | Włochy                                        | szkolenie podstawowe               | T-345A                               | 2/3             | |
|                                                           | Aermacchi M-346 Master            | Włochy                                        | szkolenie zaawansowane             | T-346A                               | 18              | Dostarczone w latach 2011-2018.                                                                             |
|                                                           | Tecnam P2006T                     | Włochy                                        | szkolenie wielosilnikowe           | T-2006A                              | 3               | |
|                                                           |                                   |                                               |                                    |                                      | 132             | |
| Śmigłowce                                                 |                                   |                                               |                                    |                                      |                 | |
|                                                           | Agusta-Bell AB212AM Twin Huey     | Włochy                                        | Śmigłowiec użytkowy                | HH-212A                              | 33              | |
|                                                           | AgustaWestland AW139              | Włochy                                        | SAR VIP szkolne                    | HH-139A HH-139B VH-139A UH-139A      | 13 17 4 2       | Dwa w Protezione Civile. Dostarczone w latach 2012-2022.                                                    |
|                                                           | Leonardo AW101                    | Włochy / Wielka Brytania                      | CSAR / MEDEVAC                     | HH-101A Caesar                       | 12              | Dostarczone w latach 2015-2020.                                                                             |
|                                                           | Agusta NH-500E Defender           | Włochy                                        | Śmigłowiec szkolny/bojowy          | TH-500B NH-500                       | 45 2            | |
|                                                           |                                   |                                               |                                    |                                      | 150             | |
| Inne                                                      |                                   |                                               |                                    |                                      |                 | |
|                                                           | MQ-1 Predator                     | Stany Zjednoczone                             | taktyczny BSL                      | MQ-1C Predator A+                    | 8               | |
|                                                           | MQ-9 Reaper                       | Stany Zjednoczone                             | taktyczny BSL                      | MQ-9B                                | 6               | W listopadzie 2015 roku rząd Włoch zwrócił się do Amerykanów z prośbą o sprzedaż uzbrojenia dla bsl Reaper. |
|                                                           |                                   |                                               |                                    |                                      | 14              | |
| Suma                                                      |                                   |                                               |                                    |                                      |                 | |
|                                                           |                                   |                                               |                                    |                                      | 579             | |

### Wycofane

#### Myśliwce
- Ambrosini S.A.I.207
- Fiat CR.32
- Fiat CR.42 Falco
- Fiat G.50 Freccia
- Fiat G.55 Centauro
- Macchi MC.200 Saetta
- Macchi MC.202 Folgore
- Macchi MC.205 Veltro
- Reggiane Re.2000 Falco I
- Reggiane Re.2001 Falco II
- Reggiane Re.2002 Ariete
- Reggiane Re.2005 Sagittario
- Caproni Vizzola F.5

#### Ciężkie myśliwce i samoloty szturmowe
- Breda Ba.65
- Breda Ba.88 Lince
- Savoia-Marchetti SM.85
- Fiat CR.25
- CANSA FC.20
- IMAM Ro.57

#### Bombowce
- Savoia-Marchetti SM.79 Sparviero

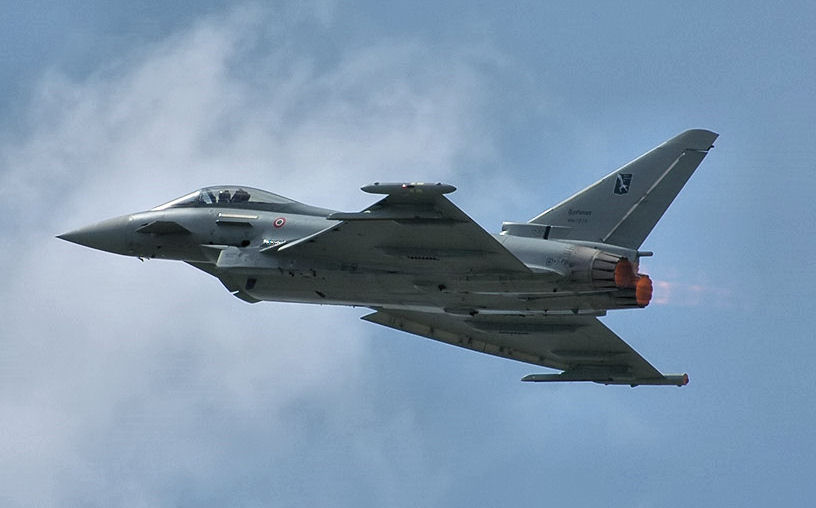
Eurofighter Typhoon należący do Włoskich Sił Powietrznych

- Savoia-Marchetti SM.81 Pipistrello
- Savoia-Marchetti SM.82 Canguro
- Savoia-Marchetti SM.84
- Fiat BR.20 Cicogna
- CANT Z.1007 Alcione
- CANT Z.1018 Leone
- Caproni 135
- Piaggio P.32
- Piaggio P.108

#### Transportowe
- Caproni 111
- Caproni Ca.133
- Caproni 309/310/311/313/314
- IMAM Ro 37
- IMAM Ro 43/44
- CANT Z.501 Gabbiano
- CANT Z.506 Airone
- Fiat RS 14
- S.M. 73/74/75/83
- Fiat G.12
- Aeritalia G.222

#### Treningowe
- Caproni 100
- Caproni 164
- Breda 25/28
- IMAM Ro 41
- Nardi Fn 305/315
- Saiman 200/202
- Avia L.3
- Cansa C.5